# 蓋迪·李
加里·李·温瑞布（英語：Gary Lee Weinrib，1953年7月29日—），OC，更广为人知的专业名称是盖迪·李 (Geddy Lee)，是一名加拿大音樂人、歌手、作曲者，最為人熟知的身分是作為加拿大搖滾樂團匆促樂團的主唱、貝斯手和鍵盤手。李在1968年9月應他的童年朋友艾力克斯·萊夫森的要求，加入了匆促樂團取代原來的貝斯手和主唱傑夫·瓊斯。李在2000年發行了首張（也是目前為止的唯一一張）個人專輯《My Favourite Headache》。
作為一名獲獎無數的音樂人，李的貝斯風格、技術與技巧啟發了其他搖滾音樂人，包括金屬製品的克利夫·伯頓、鐵娘子樂團的史提夫·哈里斯、夢劇場的約翰·邁恩，以及主教樂團的萊斯·克雷波爾。1996年5月9日，李與匆促樂團的團友—吉他手艾力克斯·萊夫森和鼓手尼爾·佩爾特一起被授予加拿大勋章，這三人是第一支獲得此榮譽的搖滾樂團。李在雜誌《Hit Parader》的百大重金屬音樂主唱中排名13。

## 早期生活
他于 1953 年 7 月 29 日出生于加拿大安大略省北约克，最初的名字应该是格申·埃利泽·温瑞布 (Gershon Eliezer Weinrib)，但根据出生证明的副本，他的正式名字是加里·李·温瑞布。他的父母是来自波兰的犹太大屠杀幸存者，他们在斯塔拉霍维采的贫民区幸存下来，随后在大屠杀和第二次世界大战期间被关押在奥斯维辛，后来又被关押在达豪和卑尔根-贝尔森集中营。当他们首次被囚禁在奥斯维辛集中营时，还只是十几岁。不久之后，他的母亲被转移到卑尔根-贝尔森集中营，父亲被转移到达豪集中营。四年后，战争结束，盟军解放了集中营，莫里斯出发寻找玛雅，并在卑尔根-贝尔森流离失所者营地找到了她。他们在那里结婚并最终移民到加拿大。
韦因里布七岁时，父亲去世，母亲不得不不断工作，经营其丈夫在安大略省纽马克特拥有和管理的杂货店来养活三个孩子。父亲的去世对温里布影响很大，但他通过听音乐克服了这种影响。高中期间，韦因里布将自己住所的地下室改造成了学校乐队伙伴的排练室。他的乐队在学校的当地演出和精选场地演出以增加收入。韦因里布最终辍学并开始全职适应音乐生活，而他的母亲在得知这个消息后，却措手不及。

## 仪器设备
李先生主要演奏贝斯。他还会弹吉他、钢琴和键盘。他最喜欢的乐器是芬达爵士乐贝斯。他还演奏过里肯巴克4001 和芬德精密。李曾演奏过由 奥伯海姆、罗兰和 雅马哈生产的合成器声音编程的键盘。

## 外部連結
- 匆促樂團官方網站 （页面存档备份，存于）
- 蓋迪·李與Nardwuar the Human Serviette的訪談 （页面存档备份，存于）
- 馬克·克蘭普頓的職業生涯中期採訪 （页面存档备份，存于）
- 喬治·斯特魯布洛普洛斯的訪談 （页面存档备份，存于）
- SPIN雜誌的訪談 （页面存档备份，存于）
- 加拿大勳章引用 （页面存档备份，存于）